# مدير موسيقي
مدير الموسيقى أو مخرج الموسيقي هو الشخص المسؤول عن الجوانب الموسيقية للأداء أو الإنتاج. يشمل ذلك المدير الفني وعادة ما يكون القائد الرئيسي للأوركسترا أو فرقة موسيقية، مدير موسيقى الفيلم، مدير الموسيقى في محطة إذاعية، الشخص المسؤول عن الأنشطة الموسيقية أو رئيس قسم الموسيقى في المدرسة، منسق الفرق الموسيقية في الجامعة أو الكلية أو المؤسسة، قائد الفرقة الموسيقية العسكرية، عازف الأرغن الرئيسي وقائد جوقة الكنيسة، أو عازف الأرغن وقائد الجوقة (اللقب الممنوح لمدير الموسيقى في الكاتدرائية، وخاصة في إنجلترا).

## أوركسترا
يستخدم لقب «مدير الموسيقى» أو «المخرج الموسيقي» من قبل العديد من فرق الأوركسترا السيمفونية للإشارة إلى القائد الأساسي والزعيم الفني للأوركسترا. يُعد مصطلح «مدير الموسيقى» الأكثر شيوعًا بالنسبة للفرق الموسيقية في الولايات المتحدة. بالنسبة للأوركسترا الأوروبية، فإن ألقاب «القائد الرئيسي» أو «القائد الرئيسي» هي الأكثر شيوعًا، والتي تشير إلى القائد الذي يوجه غالبية حفلات الأوركسترا في موسم معين. في المسرح الموسيقي والأوبرا، يكون مدير الموسيقى مسؤولاً عن الأداء الموسيقي الشامل، بما في ذلك التأكد من أن الممثلين يعرفون الموسيقى جيدًا، والإشراف على التفسير الموسيقي للمؤدين وأوركسترا الحفرة، وقيادة الأوركسترا.
في القرن العشرين، كان اللقب والموقع عادة ما يجلبان معهما تأثيرًا غير محدود تقريبًا على شؤون الأوركسترا المعينة. كما يوحي الاسم، فإن مدير الموسيقى لا يدير الحفلات الموسيقية فحسب، بل يتحكم أيضًا في الموسيقى التي ستقوم الأوركسترا بأدائها أو تسجيلها، ولديه سلطة كبيرة فيما يتعلق بالتوظيف والفصل وقرارات الموظفين الأخرى على موسيقيي الأوركسترا. إن مثل هذا الحكم الاستبدادي، الذي كان متوقعًا أنه ضروري لعمل الفرقة السيمفونية بشكل صحيح، قد تراجع إلى حد ما في العقود الأخيرة من القرن العشرين مع ظهور وتشجيع المزيد من تقاسم السلطة وأساليب الإدارة التعاونية (مع موسيقيي الأوركسترا أنفسهم، والموظفين الإداريين، ومجلس الإدارة التطوعي). في المصطلح الأمريكي، يساعد مدير الموسيقى أيضًا في جمع التبرعات، وهو أيضًا المحور الأساسي للدعاية للأوركسترا، وهو ما يُطلق عليه غالبًا «الوجه العام».
أصبح مصطلح «المدير الموسيقي» أو «المخرج الموسيقي» شائعًا في الولايات المتحدة في منتصف القرن العشرين، بعد تطور الألقاب. كان القادة الأوائل للأوركسترا يُطلق عليهم ببساطة لقب «المايسترو». وفي عشرينيات وثلاثينيات القرن العشرين، بدأ استخدام مصطلح المدير الموسيقي، وذلك لتوضيح حقيقة مفادها أن الشخص في هذا المنصب كان يقوم بأكثر من مجرد قيادة الأوركسترا، وتمييزه عن المايسترو الضيف الذي كان يقود برنامجًا أو حفلًا موسيقيًا معينًا. على سبيل المثال، عين جورج سزيل «مديراً موسيقياً» لأوركسترا كليفلاند في عام 1946، وظل منصبه يحمل هذا الاسم حتى وفاته في عام 1970. وقد حصل خليفته، لورين مازيل، على لقب «مدير الموسيقى». وقد ظلت فرق الأوركسترا الأمريكية الكبرى الأخرى مواكبة للعصر.

## السينما والمسرح
كان مصطلح «مدير الموسيقى» يظهر في الاعتمادات السينمائية للمحترف الذي قاموا بتعيينه للإشراف على الموسيقى المختارة لفيلم أو لفيلم وثائقي موسيقي وتوجيهها، ولكن اليوم فإن التسمية الأكثر شيوعًا هي مشرف الموسيقى .

### الهند
في الهند، حيث ينتج العديد من الأفلام كمسرحيات غنائية، يُستخدم مصطلح «مدير الموسيقى» عادةً للإشارة إلى الملحن ومنتج الموسيقى للأغاني والموسيقى التصويرية المستخدمة في الفيلم. وتشمل أدوارهم أيضًا ترتيب وإتقان ومزج والإشراف على تسجيل موسيقى الأفلام مع القيادة والتأليف الموسيقي. وعادة يحصل فنان آخر على الفضل في كلمات الأغاني.

### العروض المسرحية
يعمل «المخرج الموسيقي» في الإنتاج المسرحي أو المسرح الموسيقي في برودواي أو ويست إند كعازف بيانو وقائد فرقة موسيقية. غالبًا ما يكون مدير الموسيقى أيضًا مدربًا صوتيًا، وقد يقوم بالمشاركة أيضًا في ترتيب المواد للأعمال الجديدة، أو يتعاون في التسجيل الموسيقي. وقد كانت هناك فئة جائزة توني لأفضل مخرج موسيقي بداية من عام 1948، ولكن قاموا بإيقافها في عام 1964 جزئيًا بسبب المسؤوليات المتغيرة للمخرجين الموسيقيين.

## البث
مدير الموسيقى في محطة الراديو مسؤول عن التفاعل مع ممثلي شركة التسجيلات، واختبار الموسيقى الجديدة، وتقديم التعليقات، واتخاذ القرارات (أحيانًا بالاشتراك مع مدير البرنامج ) بشأن الأغاني التي تبث، وكميتها ومتى. في إذاعة الكلية، قد يكون هناك أكثر من مدير موسيقى، حيث يتطوع الطلاب عادة لبضع ساعات فقط كل أسبوع، ومعظم المحطات لديها مكتبة متنوعة وواسعة من عدة أنواع موسيقية مختلفة.

## جيش

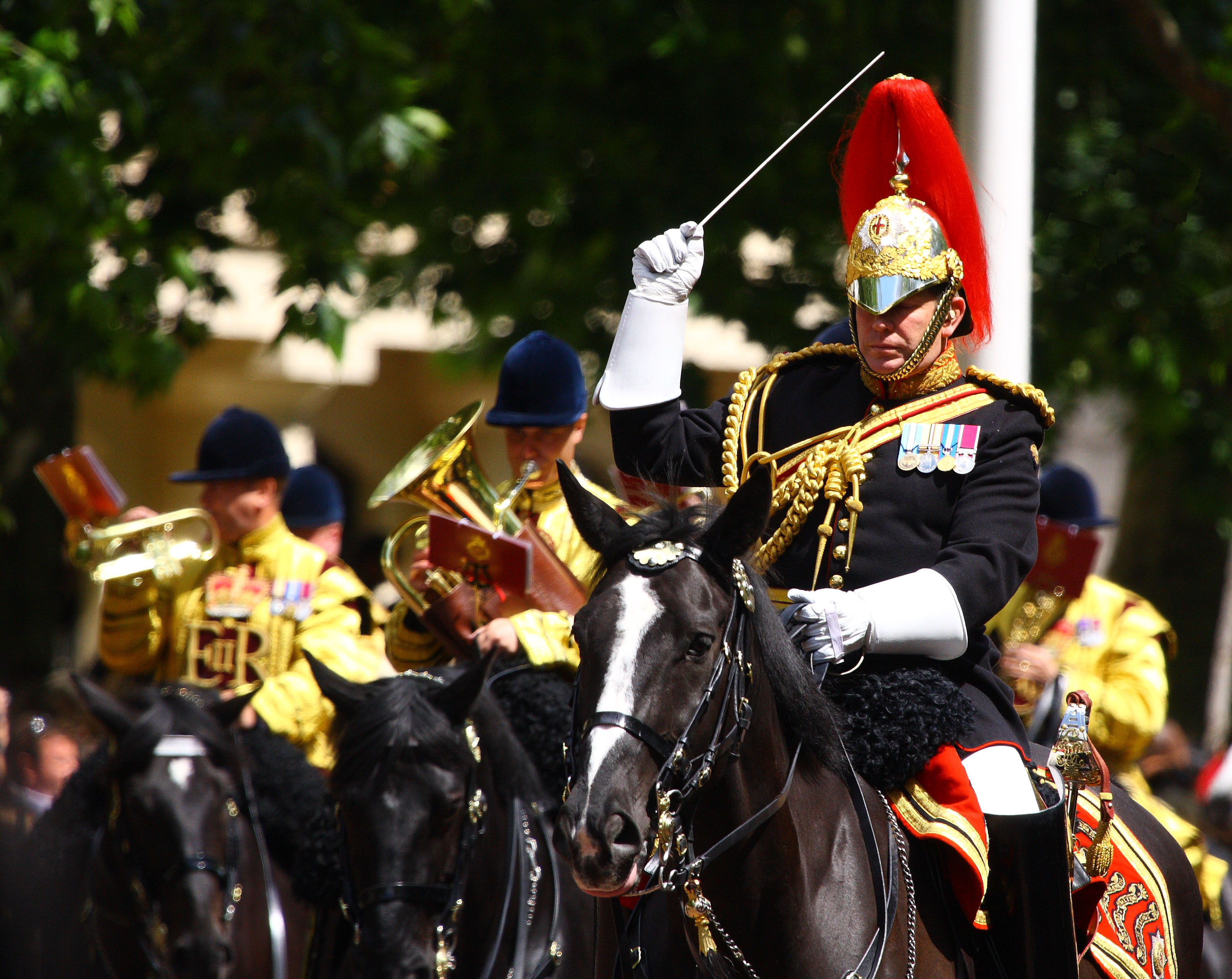
الرائد تيم كوبر، مدير الموسيقى في فرقة البلوز والرويالز للخيول في لندن.

في القوات المسلحة البريطانية، يكون مدير الموسيقى هو ضابط مفوض، وهو دائمًا موسيقي مفوض من بين الرتب، ويقود فرقة موسيقية عسكرية. يُطلق على ضابط الصف أو ضابط الصف الذي يقود الفرقة الموسيقية اسم قائد الفرقة.

## موسيقى البوب
في موسيقى البوب، يكون المدير الموسيقي أو «MD» مسؤولاً عن الإشراف على الترتيبات الموسيقية والموظفين للفنان المتجول. يمكن أن يشمل ذلك المهرجانات والعروض التلفزيونية وكذلك العروض التي تقام في أماكن المسرح التقليدية. في العصر الحديث، غالبًا ما يكون من المستحيل أو غير العملي إعادة إنتاج صوت التسجيل الاستوديو على خشبة المسرح، وتقوم وظيفة مدير الموسيقى على تجميع الموسيقيين والترتيبات لتكييف تلك المواد مع الإعداد المباشر. يقود مدير الموسيقى عادةً التدريبات بالإضافة إلى كل أداء، مما يسمح للفنان الرئيسي بالتركيز على الأداء.

## المانيا والنمسا
Generalmusikdirektor (GMD، المدير الموسيقي العام) هو لقب ألماني للمدير الفني لأوركسترا أو مؤسسة أو مدينة.
مدير الموسيقى (باللاتينية: director musices ) كان في الأصل لقب الشخص المسؤول عن الموسيقى في إحدى المدن في ألمانيا والنمسا. كان يوهان سيباستيان باخ مديرًا موسيقيًا في لايبزيغ، وكان جورج فيليب تيلمان ولاحقًا كارل فيليب إيمانويل باخ مديرين موسيقيين في هامبورغ، وكان روبرت شومان مديرًا موسيقيًا في دوسلدورف.
مدير الموسيقى العام هو لقب تمنحه البلدات الكبرى للشخص المسؤول عادة عن الأوركسترا السيمفونية والأوبرا. وكان أول شخص حصل على هذا اللقب هو غاسباري سبونتيني في برلين عام 1819. كان دانييل بارنبويم هو المدير العام للموسيقى في Staatsoper Unter den Linden في برلين من عام 1992 إلى عام 2023.

## استخدامات أخرى
قد يكون لدى فرق النحاس وفرق النفخ والجوقات وشركات الأوبرا والفرق الموسيقية الأخرى أيضًا مديرين موسيقيين.

## روابط خارجية
- For Generalmusikdirektor:
  - Orchestermanagement
  - Josef Müller-Marein: Was ist ein Generalmusikdirektor? / Wolfgang Sawallisch und sein neues Amt in Hamburg, Die Zeit, 21 November 2012
  - Dirk Kruse, Thomas Schulz: Der Generalmusikdirektor, Bayerischer Rundfunk, 1 April 2016